# Tallsläktet
Tallsläktet eller tallar (Pinus) är ett släkte i familjen tallväxter som omfattar omkring 90 arter. Barren är fleråriga och har hartsgångar.

## Taxonomi
Tallar är nakenfröiga växter. Tallsläktet delas upp i tre undergrupper som särskiljs på deras kottar, frön och barrkaraktär:
undergruppen Pinus har generellt hårdare ved och barren sitter två och två, eller tre och tre; undergruppen Ducampopinus, ibland kallad "pinjegruppen" och undergruppen Strobus har generellt mjukare ved och barren sitter fem och fem.

## Utbredning
De flesta regioner på norra halvklotet har någon inhemsk art av tall. Arten Pinus merkusii förekommer så långt söderut som  till 2°S i Sumatra på södra halvklotet. I Nordamerika förekommer olika arter av tall, från 66°N och så långt söder et som till 12°N.
Flera arter har introducerats till tempererade eller subtropiska områden både på södra och norra halvklotet, där de odlas som timmer eller som park- och trädgårdsväxter. Ett antal introducerade arter är invasiva i vissa områden och hotar inhemska ekosystem.

## Beskrivning
Tallar är städsegröna, kottbärande, kådrika träd (sällsynt buskar). De lägsta tallarna är cirka 3 meter höga medan de största är över 70 meter höga, men majoriteten mäter mellan 15 och 45 meter. De minsta arterna är sibirisk dvärgtall (Pinus pumila) och Pinus culminicola. Världens högsta tall mäter cirka 82 meter och är en gultall som växter i nationalparken Rogue River-Siskiyou National Forest i södra Oregon.
Barken hos flertalet arter är tjock och fjällig, men vissa arter har istället tunn och flagig bark. Grenarna växer i regelbundna pseudospiraler, vilket egentligen är en mycket tät spiral som upplevs som en ring av grenar som växer ut från samma punkt på stammen. Många arter producerar en sådan spiral per år men vissa producerar två eller fler.
Tallar lever länge och kan ofta bli 100–1000 år gamla, eller mer. Den äldsta kända trädklonen är den så kallade Methuselah, en Pinus longaeva och uppskattas till 4600 år gammal och återfinns i White Mountains i Kalifornien. En annan individ daterades till 4900 år efter att den avverkats. Den återfanns i Wheeler Peak i Nevada och kallas idag för Prometheus.

## Skogsbruk och användning
Inom skogsbruk för att producera furutimmer används tallarter med hård ved. Dessa arters ved är fastare och hårdare än granved och är genom sin kådhalt mycket varaktigt, särskilt till undervattensbygge och pålning. Det är timmer från tall som är den vanligaste råvaran för slipers, stolpar och andra typer av impregnerade trävaror. Tall avkastar sämre än gran på goda marker, men används istället på marker med låg bonitet där den har en högre produktion än gran. Tall är mer ljuskrävande än granen men har i gengäld ett mer djupgående rotsystem och högre stormfasthet.[källa behövs]

## Bilder

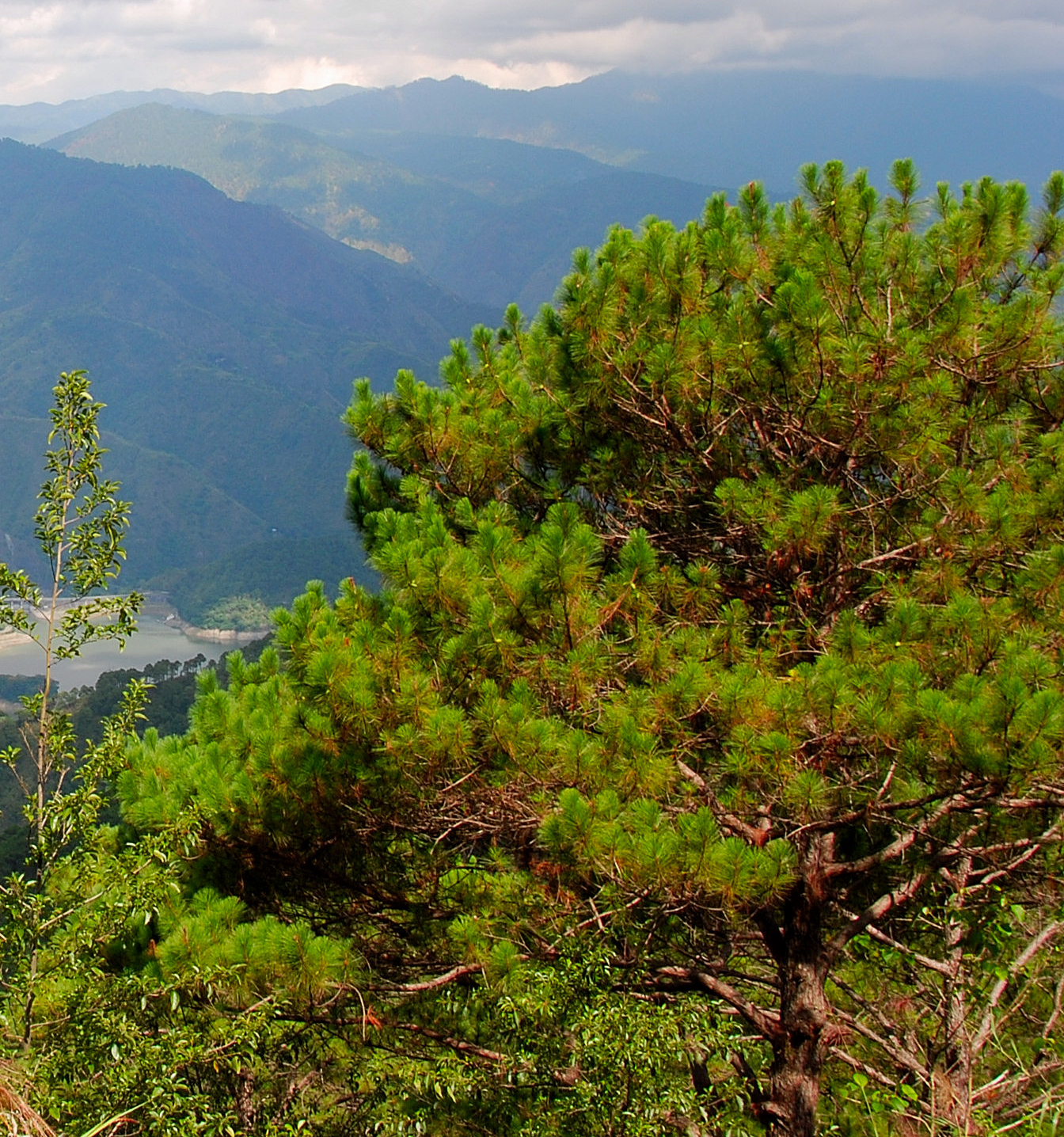
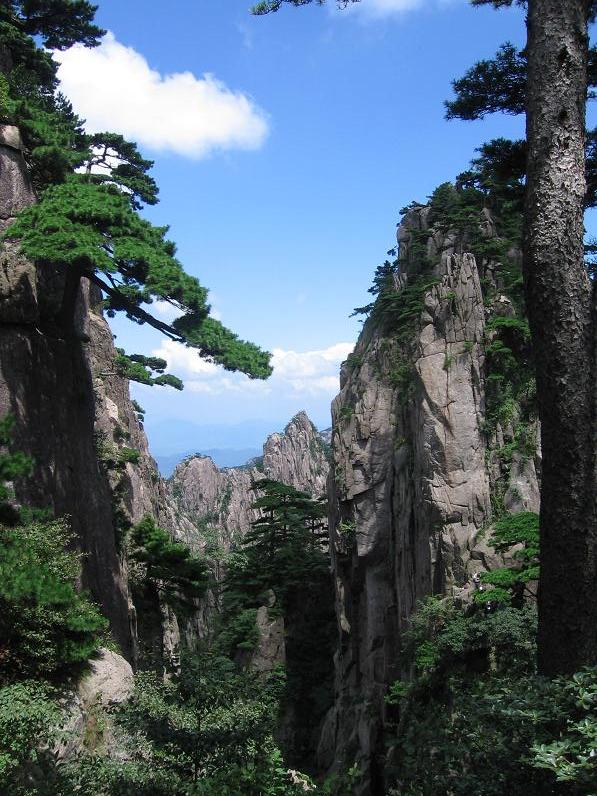
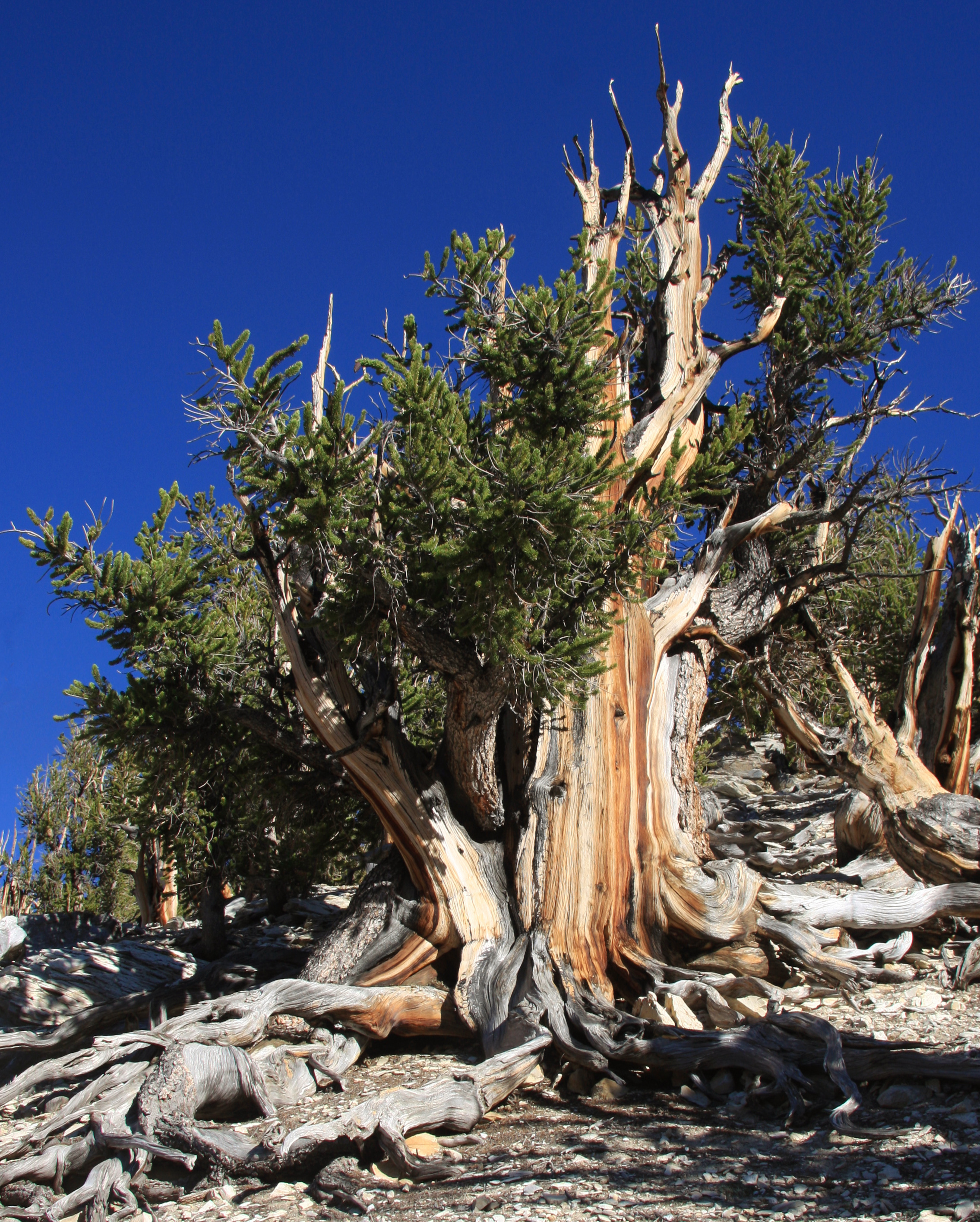
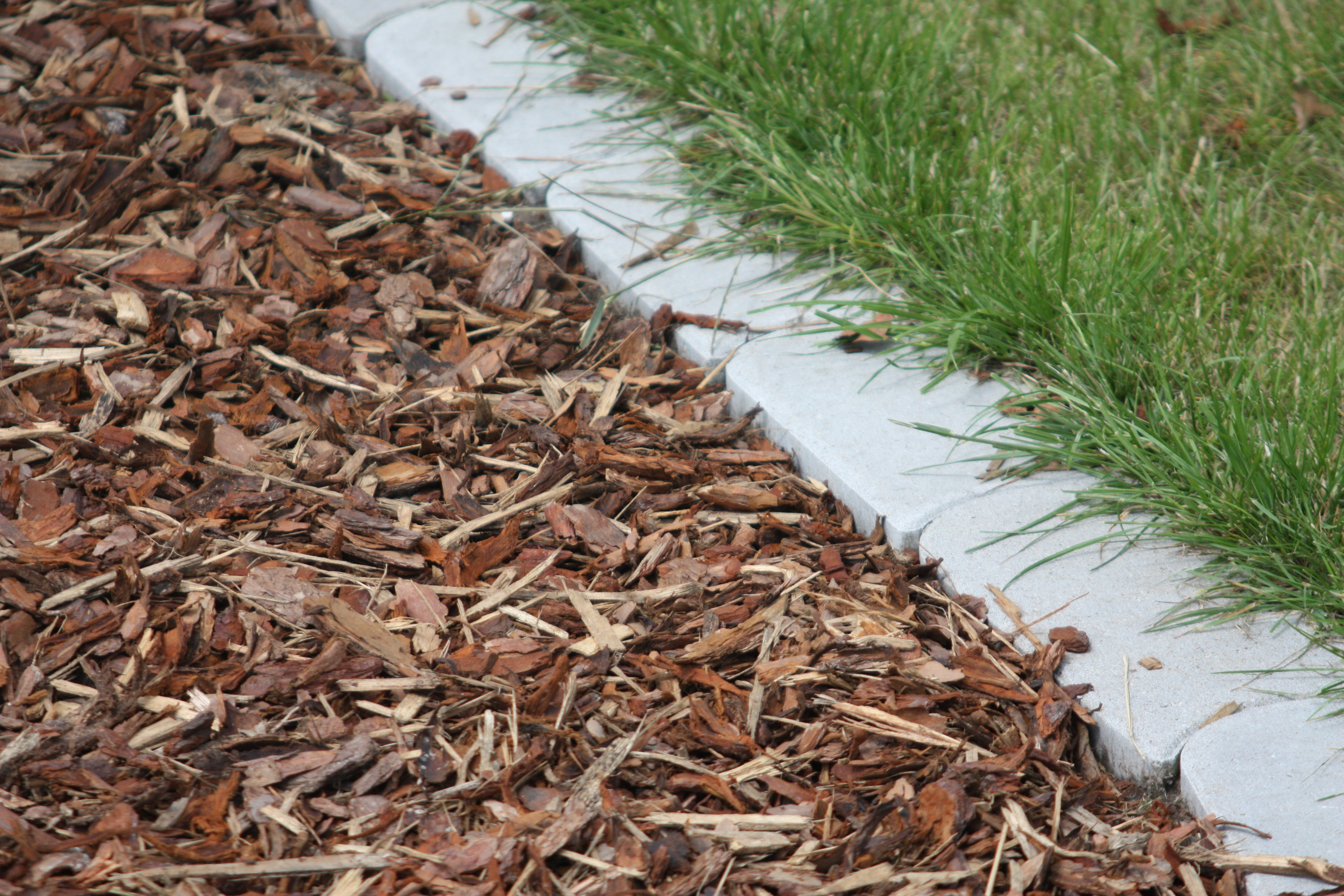
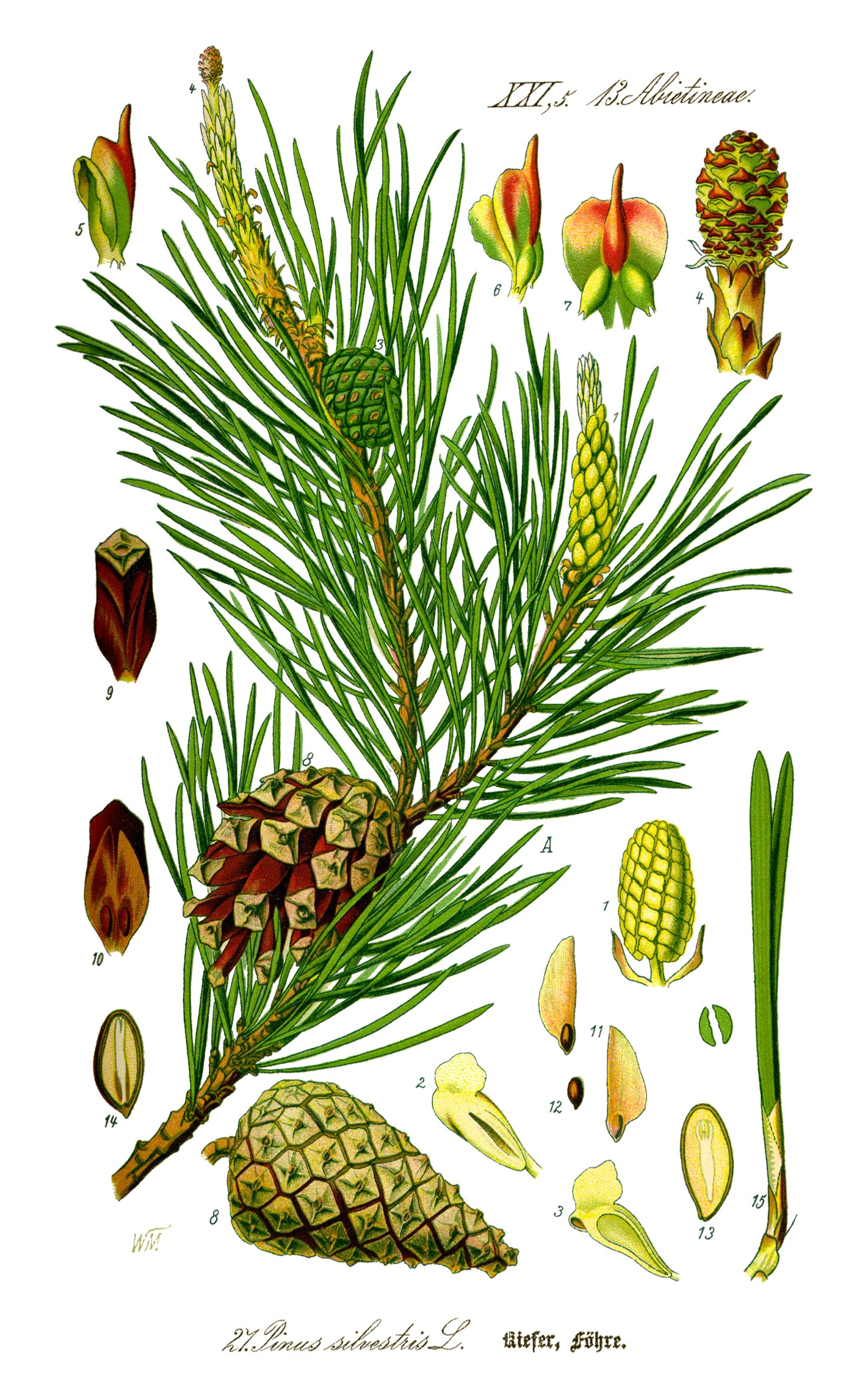
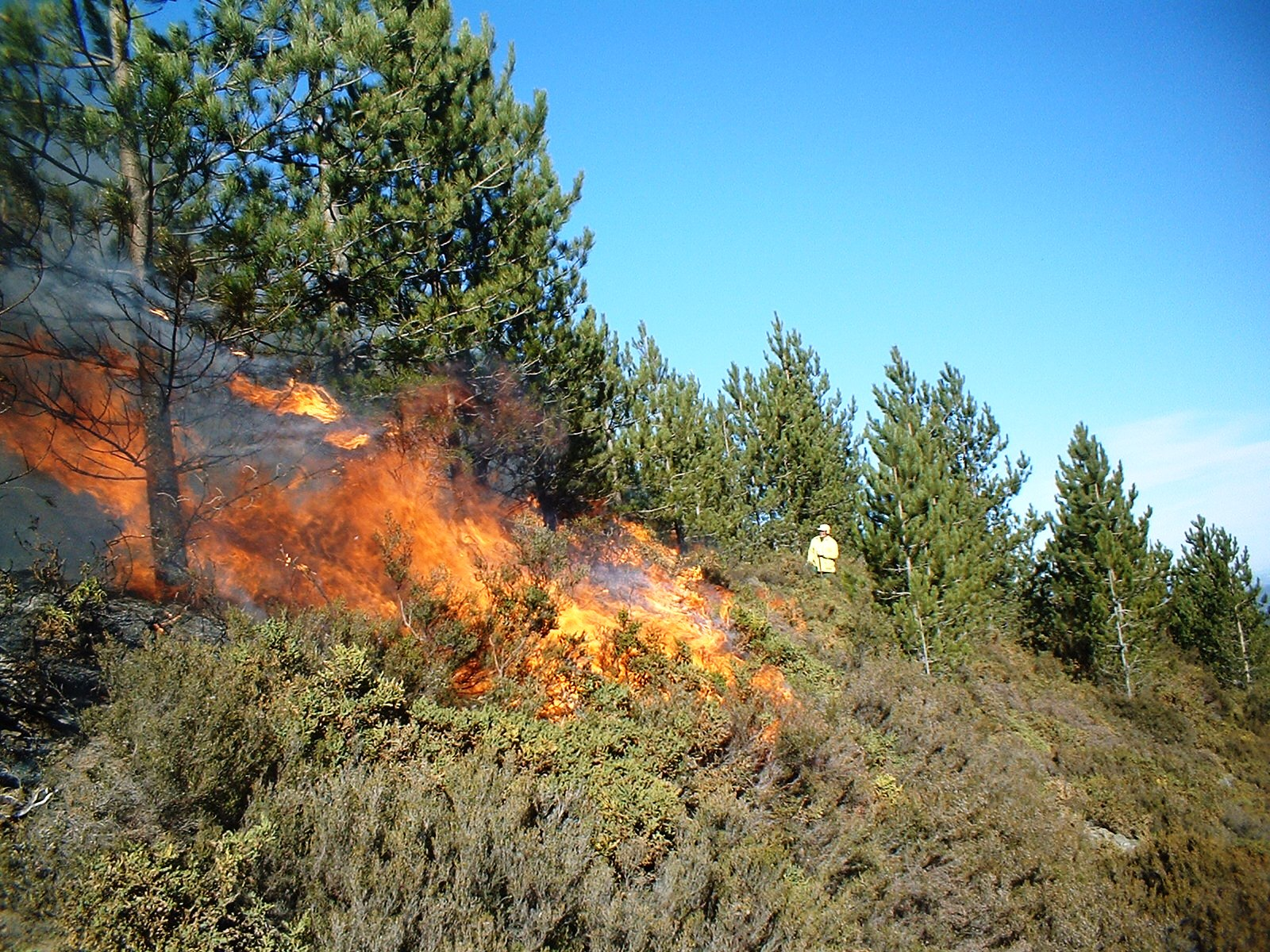

## Arter inom släktet
Dottertaxa till tallar, i alfabetisk ordning:
- Pinus albicaulis
- Pinus amamiana
- Rävsvanstall (Pinus aristata)
- Pinus arizonica
- Pinus armandii
- Pinus attenuata
- Pinus ayacahuite
- Pinus balfouriana
- Banksianatall (Pinus banksiana)
- Pinus bhutanica
- Grektall (Pinus brutia)
- Pinus bungeana
- Kanarietall (Pinus canariensis)
- Pinus caribaea
- Cembratall (Pinus cembra)
- Pinus cembroides
- Pinus clausa
- Strandtall (Pinus contorta)
- Pinus coulteri
- Pinus cubensis
- Pinus culminicola
- Pinus dalatensis
- Pinus densata
- Japansk tall (Pinus densiflora)
- Pinus densithunbergii
- Pinus devoniana
- Pinus douglasiana
- Pinus durangensis
- Pinus echinata
- Pinus edulis
- Pinus elliottii
- Pinus engelmannii
- Pinus fenzeliana
- Mjuktall (Pinus flexilis)
- Pinus gerardiana
- Pinus glabra
- Pinus greggii
- Pinus hakkodensis
- Aleppotall (Pinus halepensis)
- Pinus hartwegii
- Ormskinnstall (Pinus heldreichii)
- Pinus henryi
- Pinus herrerae
- Pinus hwangshanensis
- Pinus jaliscana
- Jeffreytall (Pinus jeffreyi)
- Pinus kesiya
- Koreatall (Pinus koraiensis)
- Pinus krempfii
- Sockertall (Pinus lambertiana)
- Pinus latteri
- Pinus lawsonii
- Pinus leiophylla
- Methusalemtall (Pinus longaeva)
- Pinus luchuensis
- Pinus lumholtzii
- Pinus luzmariae
- Pinus massoniana
- Pinus maximartinezii
- Pinus maximinoi
- Pinus merkusii
- Pinus monophylla
- Pinus montezumae
- Vittall (Pinus monticola)
- Pinus morrisonicola
- Bergtall (Pinus mugo)
- Pinus muricata
- Pinus neilreichiana
- Pinus nelsonii
- Svarttall (Pinus nigra)
- Pinus occidentalis
- Pinus oocarpa
- Långbarrig tall (Pinus palustris)
- Silvertall (Pinus parviflora)
- Pinus patula
- Makedonisk tall (Pinus peuce)
- Terpentintall (Pinus pinaster)
- Pinus pinceana
- Pinje (Pinus pinea)
- Gultall (Pinus ponderosa)
- Pinus praetermissa
- Pinus pringlei
- Pinus pseudostrobus
- Dvärgtall (Pinus pumila)
- Pinus pungens
- Pinus quadrifolia
- Montereytall (Pinus radiata)
- Pinus remota
- Rödtall (Pinus resinosa)
- Pinus rhaetica
- Styvbarrig tall (Pinus rigida)
- Pinus roxburghii
- Pinus rzedowskii
- Pinus sabiniana
- Pinus serotina
- Sibirisk cembratall (Pinus sibirica)
- Pinus squamata
- Pinus strobiformis
- Weymouthtall (Pinus strobus)
- Tall (Pinus sylvestris)
- Pinus tabuliformis
- Loblollytall (Pinus taeda)
- Pinus taiwanensis
- Pinus tecunumanii
- Pinus teocote
- Japansk svarttall (Pinus thunbergii)
- Pinus torreyana
- Pinus tropicalis
- Pinus uncinata
- Himalajatall (Pinus wallichiana)
- Pinus wangii
- Virginiatall (Pinus virginiana)
- Pinus yunnanensis

Utöver dessa finns det flera hybrider och varienater, exempelvis hybridtall (P. ×schwerinii).

## Förekomst i Sverige
Det finns idag flera tallarter i Sverige. Bara tall (Pinus sylvestris) är inhemsk, men sju andra arter förekommer förvildade i Sverige exempelvis bergtall, cembratall, contortatall, svarttall och weymouthtall. Tallen (P. sylvestris) är efter granen det vanligaste trädet i Sveriges skogar.